# Kryha

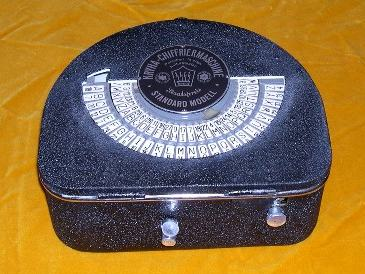
Een Kryha.

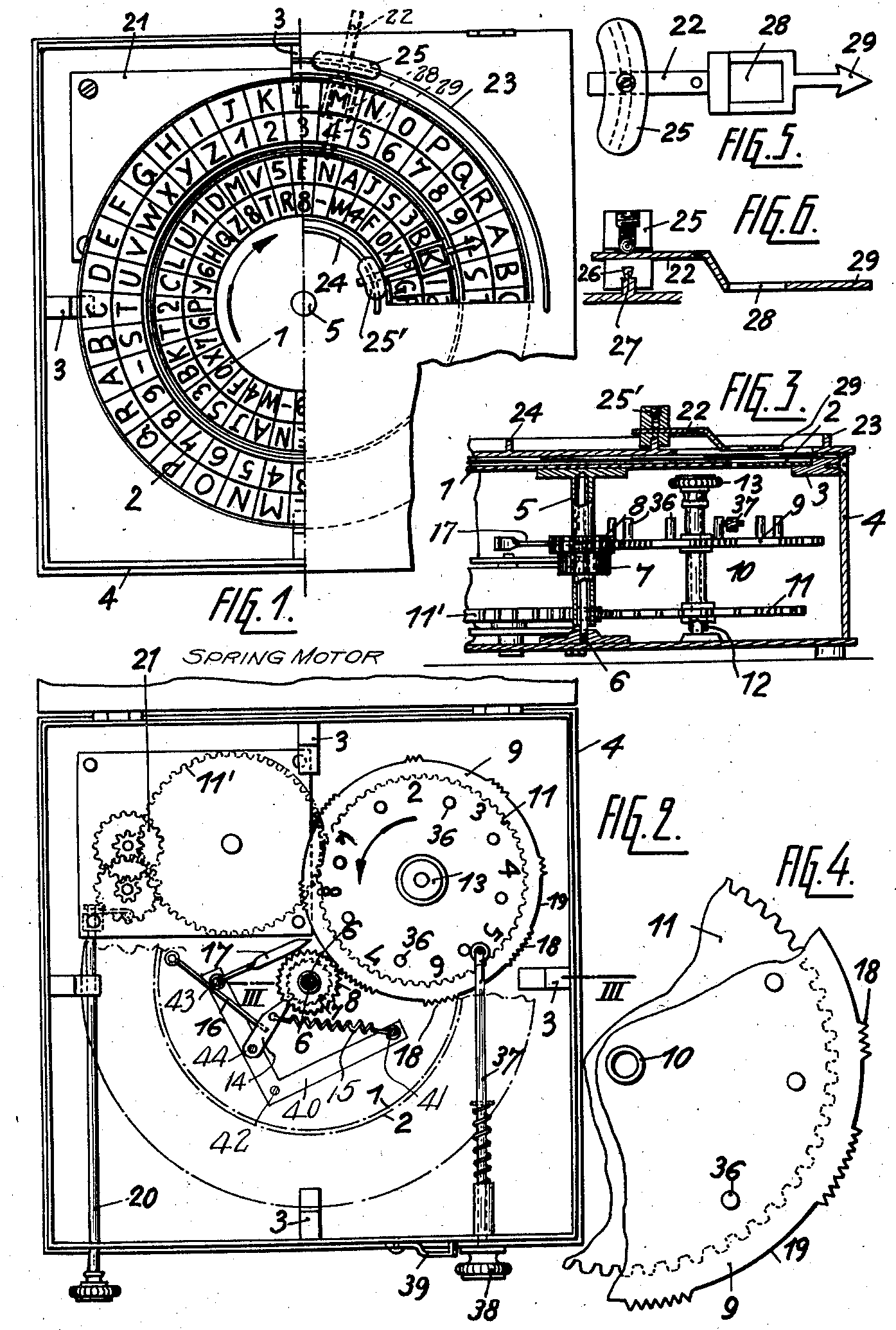
Patenttekening van de Kryha

Een Kryha is een in 1924 door de Oekraïense technicus Alexander von Kryha ontwikkelde geheimschriftmachine. Het werd tijdens de Spaanse Burgeroorlog door beide zijden en tijdens de Tweede Wereldoorlog door de Duitse diplomatieke dienst gebruikt.
De oorspronkelijke versie woog zo'n 5 kilo, later verscheen een verkleinde variatie die de naam Lilliput meekreeg.
De machine werkte door middel van twee concentrische schijven. Deze schijven konden met behulp van een hendel variabel ten opzichte van elkaar ingesteld worden: een vorm van polyalfabetische substitutie.
Aanvankelijk werd de machine getest door de Duitse professor in de wiskunde Georg Hamel. Deze berekende het aantal mogelijke verschillende permutaties en 'bewees' door dit 'immense aantal mogelijkheden' dat de versleuteling 'onbreekbaar' was. Om de machine te verkopen werd contact gezocht met het Amerikaanse leger. Deze liet een 1135 letters tellend testbericht onderzoeken door de befaamde cryptoloog William Friedman die, geassisteerd door Solomon Kullback, Frank Rowlett and Abraham Sinkov, het bericht in minder dan 3 uur ontcijferde.